# Заглебьевская республика
Заглебьевская республика (пол. Republika Zagłębiowska) — рабочее самоуправление с центром в городе Сосновец, установленное в Заглебье с помощью активистов Польской социалистической партии и Социал-демократии Королевства польского и Литвы во время Первой русской революции.